# Torpedist
Torpedisten en pontonniers waren technische specialisten binnen de Nederlandse genie, zoals sappeurs, mineurs en pioniers dat ook waren. Oorspronkelijk waren beide specialismen niet bij de genie toegevoegd, maar zelfstandige legeronderdelen. In de moderne strijdmachten bestaat de benoeming van deze specialismen niet langer en is in andere genietaken opgegaan.

## Voorgeschiedenis
Een eenheid torpedisten werd in 1876 in Nederland opgericht als maritieme ernstvuurwerkers (maritieme explosievendeskundigen). Ze hielden zich oorspronkelijk uitsluitend bezig met het fabriceren, aanleggen en scherpstellen van onderwatermijnen, die in langgerekte stalen behuizingen waren  geconstrueerd. Deze noemde men torpedo's. De latere door schepen af te vuren voortgedreven torpedo ontleent weliswaar zijn naam ook aan die oorsprong, maar was een wezenlijk ander wapen dan de oorspronkelijke torpedo, wat niets anders was dan een explosief in een stalen behuizing in een natte omgeving.
In 1881 werden de torpedisten gekoppeld aan de pontonniers, die ook maritiem georiënteerde technici waren. Zodoende ontstond in 1922 de naam Korps Pontonniers en Torpedisten en kwamen beide samen in het pontonniersdepot in Dordrecht. Dit nieuwe korps bleef echter nog enige tijd onder de artillerie ressorteren. Dit was de reden waarom oudere kaderleden van het korps in 1940 nog vaak als officieren der artillerie werden aangemerkt, zonder dat zij zich ooit operationeel met geschut hadden beziggehouden.
In 1927 werd het Korps Pontonniers en Torpedisten los gemaakt van de artillerie en aan de genie toegevoegd. Het werd een van de zelfstandige delen van de genie, met een zelfstandig depot in Dordrecht, waar de pontonniers al lange tijd hun uitvalsbasis hadden. De overige geniedepots bleven in Rotterdam, Utrecht en Schoonhoven.

## Het Korps in de Tweede Wereldoorlog
Er waren na en tijdens de mobilisatie van 1939 zelfstandige compagnieën pontonniers en torpedisten, die tot de operationele troepen te velde behoorden. Ook de veerdiensten en oorlogsbruggen waren onderdelen van het Korps Pontonniers en Torpedisten. Zij waren van groot belang voor de verplaatsing van de grote legereenheden over de grote rivieren. Enige duizenden manschappen behoorden tot deze eenheden.
In Dordrecht lag het ca. 1.400 man sterke depot van het Korps, dat in mei 1940 onder leiding stond van de luitenant-kolonel Josephus Adrianus Mussert, de oudste broer van Anton Mussert, leider van de NSB. Het depot bestond behoudens een aanzienlijke staf van instructiepersoneel uit drie compagnieën pontonniers en zeemiliciens in opleiding alsmede een compagnie torpedisten, grotendeels in opleiding. Tot deze depoteenheden behoorden ook de leden der opleidingen tot reserve onderofficier en reserve officier alsmede enige militairen die een cursus deden. Het depot was een opleidingseenheid en geen gevechtseenheid. De persoonlijke bewapening der militairen was een revolver, pistool of een karabijn M.95. Het depot beschikte voor instructiedoeleinden over enkele lichte mitrailleurs van het type Lewis M.20.
De Duitsers hadden het plan opgevat om de keten van bruggen tussen Moerdijk en Rotterdam te veroveren om zodoende gemotoriseerde en gemechaniseerde eenheden de Vesting Holland in te kunnen brengen en daarmee Nederland snel op de knieën te dwingen. Aan Duitse kant was weliswaar bekend dat er enige Nederlandse depottroepen in Dordrecht verkeerden, maar niet dat er meer dan 1.500 militairen in de stad waren. Toen zij in de vroege ochtend van 10 mei 1940 in Dordrecht en Zwijndrecht met zo'n 150 parachutisten landden, waren zij dan ook verrast dat er zoveel weerstand werd ontmoet. Deze weerstand kwam in belangrijke mate van pontonniers die in de wijk Krispijn in Dordrecht, samen met genisten van het bataljon spoorwegtroepen en een peloton pioniers, de ca. 100 Duitse parachutisten die ten oosten van de wijk waren geland wisten te binden. In de loop van de eerste oorlogsdag werden vrijwel al deze parachutisten uitgeschakeld, merendeels door ze krijgsgevangen te maken. Dat was een groot succes aan Nederlandse kant.
Onderwijl hadden pontonniers en torpedisten ook de binnenstad beveiligd, zodat enige voorzichtige Duitse pogingen om vanaf de wel veroverde brug over de Oude Maas de binnenstad in te komen werden verijdeld. Het depot zou zich na de tweede oorlogsdag spoedig versterkt weten door uiteindelijk een regiment infanterie van de Lichte Divisie en andere ondersteunende eenheden. Desondanks zou een aanzienlijk contingent van het depot alsmede militairen van de 3e Compagnie Torpedisten van het Veldleger zich onderscheiden gedurende de vierdaagse strijd om Dordrecht.
De commandant van het depot zou tijdens de meidagen aanleiding geven tot veel commotie, welke grotendeels met de paniek en hysterie van die oorlogsdagen had te maken. Hij zou worden beschuldigd van verraad en subversief handelen en uiteindelijk op 14 mei 1940 in Sliedrecht worden doodgeschoten door een doorgedraaide eerste luitenant. Deze luitenant en zijn functioneel meerdere, een kapitein, werden beide in het jaar daarop voor het vredesgerecht gedaagd door de Duitsers en veroordeeld voor moord. De doodgeschoten luitenant-kolonel Josephus Mussert - oud Inspecteur van het Korps Pontonniers en Torpedisten - werd nog in die dagen van alle blaam gezuiverd door de opperbevelhebber generaal Henri Winkelman.
In de gevechten rond het dorp Moerdijk, op diezelfde 10e mei van 1940, zouden andere pontonniers (veer 2C) zich onderscheiden, zoals een groepje pontonniers en torpedisten (Vaartuigendienst bij het Dekkingsdetachement Willemsdorp) zich net ten noorden van hen, bij Willemsdorp evenzo erg vasthoudend zou tonen. Bij Moerdijk wisten een handjevol pontonniers een hardnekkig gevecht te voeren tegen een paar dozijn Duitse parachutisten, die hen uiteindelijk wisten in te sluiten. Zij hadden echter de Duitsers vele slachtoffers en vertraging bezorgd. Enkele hunner sneuvelden, zes werden er onderscheiden met het Bronzen Kruis of de Bronzen Leeuw. Bij Willemsdorp was een groepje pontonniers en torpedisten in staat om twee mitrailleurnesten te bouwen met hun beide Vickers M.18  zware mitrailleurs. Daarmee hielden zij het langst van alle Nederlandse militairen bij Willemsdorp de defensie tegen de parachutisten vol. Zij werden in tegenstelling tot hun kameraden aan de overzijde van het Hollandsch Diep niet onderscheiden, maar hun standvastige optreden was er niet minder om.

## Naoorlogs
Na de bevrijding in mei 1945 werd het Korps Pontonniers en Torpedisten niet opnieuw opgericht. Vanuit de puinhopen werd een groot depot Genie met alle genietaken belast. Binnen korte tijd was er in Nederlands-Indië alweer grote behoefte aan technisch personeel. De competenties gingen niet verloren, maar werden bij andere genie onderdelen onder gebracht. Het begrip torpedist verdween, pontonniers werden voortaan pioniers genoemd. Spoedig zou de genie organisatie naar Britse en Amerikaanse maatstaven worden ingericht en de vele historische begrippen hun operationele waarde verliezen.